# ジャン・エイ
ジャン・エイ（Jean Hey / Jean Hay、1475年頃から画家として活動 - 1505頃死去）は初期フランドル派の画家。「ムーランの画家」として知られていた画家と同一人物だと考えられている。フランスとブルゴーニュ公国で活動し、ブルボン公爵家の宮廷人だった。
エイの生涯についてはほとんど分かっておらず、その作風からフーゴー・ファン・デル・グースの弟子だったのではないかと考えられている程度である。死去するまでの数年をパリで過ごした可能性がある。
エイのもっとも有名な作品は、15世紀終わりから記録が残っているムーラン大聖堂 (en:Moulins Cathedral) の祭壇画である。中央パネルには天使たちに崇敬される「聖母子」が描かれ、向かって左翼にはブルボン公爵ピエール2世、右翼にはブルボン公妃アンヌ・ド・ボージューと後にブルボン公シャルル3世公妃となる娘のシュザンヌが描かれている。1830年代以前に幾度か左翼上部と右翼下部が切り取られてはいるが、この祭壇画の保存状態は概ね良好である。
20世紀後半になるまでムーラン大聖堂の祭壇画の作者は、他にも現存している作品群の作者と同一人物だと研究者たちが確認していたにもかかわらず不明のままだった。最初の「ムーランの画家」に関する論文は1961年のマデレーネ・ユイレ・ディストリアによるもので、12人以上の別々の画家たちの作品が「ムーランの画家」として一人の画家にまとめられているだけだとし、「ムーランの画家」は架空の存在にすぎないと主張した。その後、ブリュッセルのベルギー王立美術館に所蔵されている傷んだ『棘冠のキリスト（エッケ・ホモ）（1494年）』の裏面から銘文が見つかったことにより、この絵画の作者がジャン・エイであることが確認され、エイのパトロンがフランス王の秘書で、ブルボン公爵家にも親しかったジャン・キュイエットだったということも判明した。この絵画の作風と「ムーランの画家」の他の作品との類似性が、「ムーランの画家」はジャン・エイであることの証明になったのである。「ムーランの画家」は1502年から1503年の記録にブルボン家の宮廷画家として記載されている。ファーストネームがジャンであることははっきりしており、かつてはフランス人画家ジャン・ ペレアル (en:Jean Perréal) やジャン・プレヴォーのことではないかと考えられたこともあったが、後にこれらの説は否定された。